# Yanis Issoufou
Yanis Ali Issoufou (* 28. Oktober 2006 in Nîmes) ist ein französisch-nigrischer Fußballspieler, der aktuell beim HSC Montpellier in der Ligue 1 spielt.

## Karriere

### Verein
Issoufou begann seine fußballerische Ausbildung im November 2013 beim AC Pissevin Valdegour. Nach elf Monaten wechselte er in die Jugendakademie von Olympique Nîmes, dem größten Verein der Stadt, zu der auch Pissevin gehört. In der Saison 2021/22 erzielte er acht Tore in 14 Ligaspielen für die B-Junioren des Klubs. Im Sommer 2022 verließ er den Verein nach knapp acht Jahren und unterschrieb beim HSC Montpellier. In der Saison 2022/23 war er dort bereits Stammspieler in der U19-Mannschaft. Nach weiteren Partien dort und für die drittklassig spielende Zweitmannschaft debütierte Issoufou am neunten Spieltag bei einer 0:2-Niederlage gegen den FC Nantes nach Einwechslung für die Profimannschaft in der Ligue 1. Es blieb sein einziger Einsatz in dieser Saison für die erste Mannschaft. In der folgenden Spielzeit kam er auf vier Einsätze für das A-Team, verpasste jedoch aufgrund von Verletzungen die Hälfte der Saison.

### Nationalmannschaft
Issoufou spielte zunächst für die U17-Nationalmannschaft von Niger, mit der er viermal spielte und zwei Tore schoss. Anschließend wechselte er zum französischen Verband. Mit dem U17-Team seines Geburtslandes nahm er an der U17-EM und U17-WM 2023 teil. In den beiden Wettbewerben spielte er zusammen neunmal, wobei er zweimal traf und jeweils im Finale im Elfmeterschießen Deutschland unterlag. Anschließend wurde er von den U18-Junioren berufen.

## Erfolge
Frankreich U17
- Finalist der U17-Europameisterschaft: 2023
- Finalist der U17-Weltmeisterschaft: 2023